# Кучмановка
Кучмановка (укр. Кучманівка) — село в Красиловском районе Хмельницкой области Украины.
Население по переписи 2001 года составляло 251 человек. Почтовый индекс — 31011. Телефонный код — 3855. Занимает площадь 1,354 км². Код КОАТУУ — 6822785102.

## Местный совет
31011, Хмельницкая обл., Красиловский р-н, с. Криворудка, ул. Центральная, 33